# Айліслі Акрам Наджаф-огли
Акрам Айліслі (азерб. Əkrəm Əylisli; нар. 6 грудня 1937, село Айліс, Ордубадський район, Нахічеванська АРСР, Азербайджанська РСР) — азербайджанський письменник та драматург.

## Біографія
Мати, Лея Алі-кизи була сільською казкаркою, батько Наджаф загинув на фронті, коли Акраму було п'ять років. Після школи закінчив у Москві інститут літератури імені А. М. Горького. Літературну діяльність почав з віршів, а перша повість «Гашам і його зять» вийшла у 1959 році. Популярність Айліслі принесла трилогія «Люди і дерева» (1966—1968 рр.), надрукована всіма мовами республік СРСР і країн Східної Європи. Дія в більшості творів Айліслі відбувається в його рідному селі Айліс (часто ховається під ім'ям Бузбулак). Ідейно Айліслі близький до російських «письменників-деревенщиків», з деякими з яких (Василь Бєлов, Василь Шукшин) письменник був пов'язаний дружніми узами.
Акрам Айліслі багато працював перекладачем. Переклав азербайджанською мовою твори Василя Шукшина, Габріеля Гарсія Маркеса, Генріха Белля, Володимира Короленка, Івана Тургенєва, Костянтина Паустовського, Чингіза Айтматова.
З 1962 року почав працювати редактором. Спочатку в Азербайджанському державному видавництві. З 1964 року — літературний працівник газети «Комуніст», з 1965 — перекладач в Азербайджанському державному видавництві, з 1968 року — головний редактор видавництва «Гянджлік». З 1969 року працював сценаристом на кіностудії «Азербайджан». У 1971 році Акрам Айліслі — головний редактор сатиричного журналу «Мозалан» (азерб. Mozalan). З 1973 року — головний редактор Державного комітету з питань кінематографії Азербайджану. У 1978—1983 роках працював головним редактором журналу «Азербайджан», в 1988—1989 — секретар Спілки письменників Азербайджану, 1992—2003 роках — директором видавництва «Язичи» («Письменник»). 6 листопада 2005 року був обраний депутатом Міллі Меджлісу (парламент) від Ордубад-Джульфинского виборчого округу № 7.
Творча діяльність Акрама Айліслі була відзначена державними нагородами — орденами «Шохрат» («Слава») і «Істіглал» («Незалежність») за видатні заслуги перед азербайджанської літературою і званням «Народний Письменник Азербайджану».

## «Кам'яні сни»
У грудні 2012 року Айліслі опублікував роман «Кам'яні сни» у російському журналі «Дружба народов». Основна сюжетна лінія розгортається в Баку в кінці 1988 — початку 1989 років. У романі описуються вірменські погроми в Баку, а також історія рідного села письменника, Айлісу, вірменське населення якого було вирізано в 1919 році турецькими військами.
Після публікації в журналі «Дружба народов» в азербайджанських ЗМІ почалася масова кампанія щодо засудження письменника. Акрам Айліслі був звинувачений у симпатіях до вірмен (відносини між Азербайджаном і Вірменією напружені через Карабаський конфлікт). Обурення проти Айліслі викликало і те, що в книзі автор зображує тільки напади азербайджанців на вірмен, зокрема, погроми в Баку і Сумгаїті, а опис випадків вірменської агресії проти азербайджанців, такі як Ходжалинська різанина, відсутні. Однак, на думку ряду західних ЗМІ, кампанія щодо засудження Айліслі була викликана критикою Гейдара Алієва, присутньої в романі.
У лютому 2013 в Баку, Гянджі і рідному селі письменника пройшли демонстрації, що супроводжувалися спаленням портретів і книг письменника. Учасники скандували: «Смерть Акраму Айліслі!», «Зрадник!», «Акрам — вірменин!». Керівництво Спілки письменників Азербайджану заявило про виключення Айліслі зі складу союзу (хоча він сам вийшов з нього ще в 1991 році). Син і дружина Айліслі були звільнені з роботи. Міністерство освіти Азербайджану «на вимогу вчителів» ухвалило рішення про вилучення зі шкільних підручників творів Айліслі. Вистави за п'єсами Айліслі були зняті зі сцен азербайджанських театрів.
Депутати парламенту зажадали позбавити Айліслі урядових нагород і перевірити його «генетичний код» на предмет того, чи не є він вірменином. Спікер парламенту Октай Асадов заявив, що «в походженні всіх, хто підтримують Айліслі, є щось підозріле». Глава Управління мусульман Кавказу шейх-уль-іслам, Аллахшукюр Пашазаде назвав Айліслі «посіпакою» (віровідступником). Проурядова партія «Сучасний Мусават» оголосила нагороду в 10 тисяч манат тому, хто відріже письменнику вухо.
7 лютого 2013 року указом президента Азербайджану Ільхама Алієва Акрам Айліслі був позбавлений звання «Народний письменник Азербайджану» і державної пенсії.
У лютому 2014 року міжнародна група професорів та ректорів університетів висунула Акрама Айліслі на Нобелівську премію миру.